# Lambi
Lambi (ook wel: Lamba) is een dorp dat behoort tot de gemeente Runavíkar kommuna in het oosten van het eiland Eysturoy op de Faeröer. Lambi heeft 141 inwoners. De postcode is FO 627. De huizen van Lambi liggen verspreid over de vallei langs de weg die naar het kleine haventje leidt.

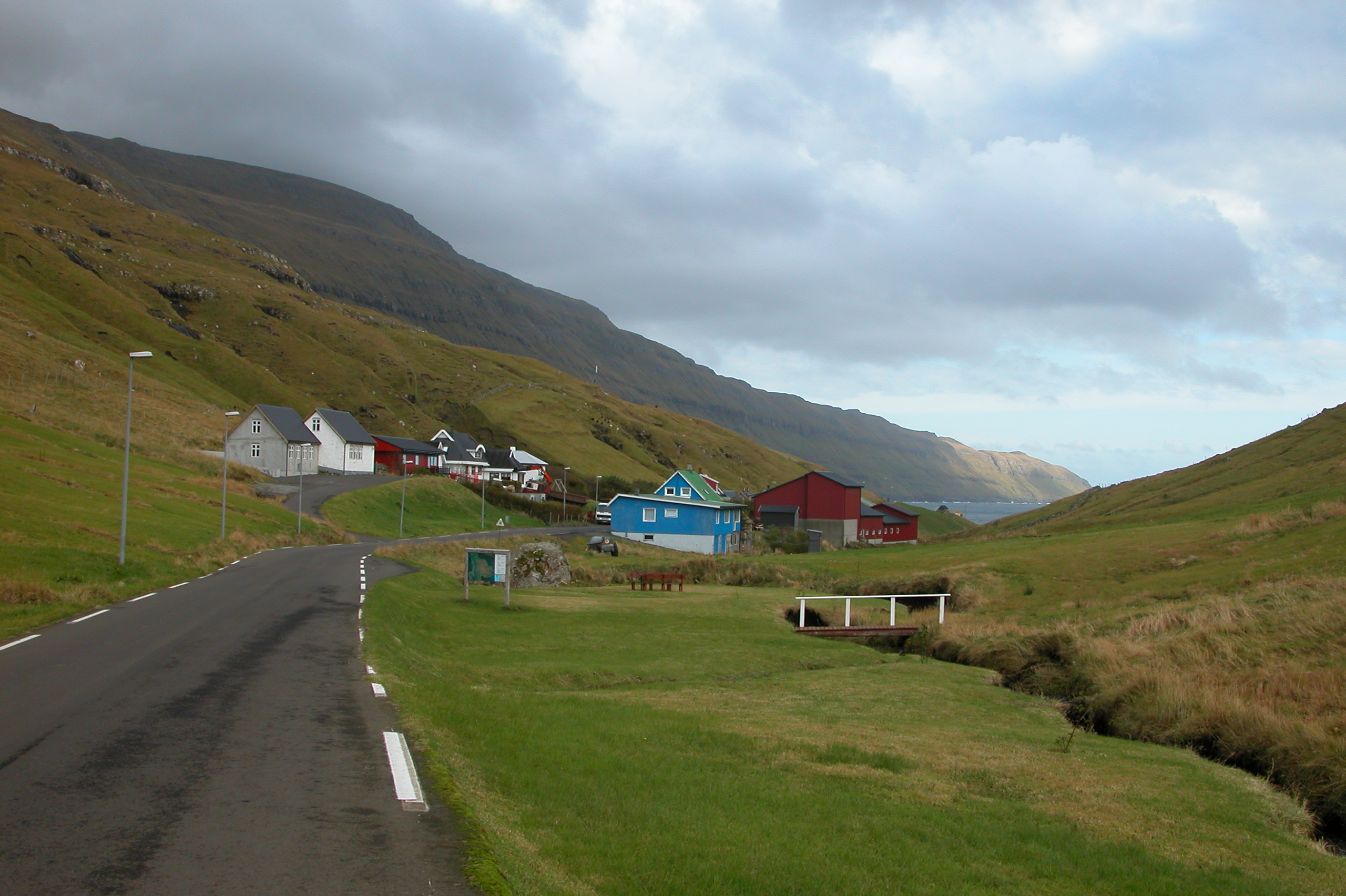
Zicht op Lambi